# La Granadella
La Granadella è un comune spagnolo (municipi) di 776 abitanti situato nella comunità autonoma della Catalogna, nella provincia di Lleida e sul confine con la provincia di Tarragona.

## Economia
Attività principale del villaggio è l'agricoltura.